# Queerantine!
Queerantine! – amerykański film krótkometrażowy z 2009 roku, parodia horroru Kwarantanna (2008). Satyra na zjawisko homofobii.
17 marca 2009 film zaprezentowano podczas QFest, festiwalu filmowego poświęconego tematyce LGBT.

## Fabuła
Studenci college'u zaczynają przejawiać skłonności homoseksualne, by wkrótce masowo zacząć przeistaczać się w gejów. Sprawę zbadać mają reporterka i policjant. Lokalne władze zarządzają, że na terenie uczelni ma zostać wprowadzona kwarantanna, przez co interweniujący zostają zdani na pastwę studentów-homoseksualistów.

## Obsada
- Steve Braun jako oficer Black
- Brando Eaton jako TJ
- Peggy Lord Chilton jako wykładowczyni nauk społecznych
- Isabel Holtreman jako reporterka
- Alexandra Brandl jako dziewczyna
- Christopher Khai jako skryty chłopak
- Justin Kornmann jako futbolista
- Everton Lawrence jako oficer White